# حركة القوميين العرب
هذا المقال يتحدث عن حركة سياسية حملت اسم "حركة القوميين العرب"، هل تبحث عن القومية العربية
حركة القوميين العرب حركة أُسست في أعقاب نكبة فلسطين عام 1948. نشأت أساسًا في لبنان بين أوساط طلبة الجامعات مثل الجامعة الأمريكية في بيروت، ضمّت في صفوفها أردنيين وفلسطينيين وكويتيين وعراقيين، من أبرز الشخصيات التي شاركت في تأسيسها أحمد الخطيب، وجورج حبش، وحامد الجبوري، وهاني الهندي، ووديع حداد، وصلاح الدين صلاح.
كانت بداية تأسيس حركة القوميين العرب في لبنان، سرية ومنبثقة عن نشاطات جمعية "العروة الثقافية" التي استقطبت عدداً كبيراً من الشباب القومي العربي، وتزامن ذلك مع تشكيل مجموعة سرية في سوريا عام 1949، وعرفت باسم "كتائب الفداء" وكان مؤسس حركة القومين العرب جورج حبش عضواً في هذه المجموعة. ولكن سرعانما اكتشفت السلطات السورية بوجود المجموعة السرية، بعد أن اتهم أحد اعضائها وهو المصري حسين توفيق بالتخطيط لإغتيال أديب الشيشكلي الذي كان يرأس المجلس العسكري الأعلى في سوريا.
عملت كتائب الفداء على اعداد الشبان في ظروف سرية للعمل الثوري المسلح، تماشياً مع الوضع الأمني في لبنان وسوريا وخاصة في الجامعة الأمريكية، حيث ولجتّ ادارة الجامعة بمنع الطلبة من التجمع والتظاهر ضد المشاريع الإمبريالية البريطانية، ورافق ذلك حملة اعتقالات في صفوف جمعية العروة الثقافية.
وقد دفعت ممارسات الأنظمة العربية تجاه أعضاء جمعية العروة الثقافية بالتفرق والإنفصال ونقل المشروع القومي العربي من لبنان إلى الدول العربية المجاورة وتوزع الأعضاء على النحو التالي: انتقل جورج حبش ووديع حداد إلى العاصمة الأردنية عمان، وأحمد الخطيب إلى الكويت، وحامد جبوري لحق بوديع حداد وجورج حبش إلى عمان، فيما ظل صالح شبل في لبنان.
ما هي المبادئ التي قامت عليها حركة القوميين العرب؟.
تأسست حركة القوميين العرب واقعياً عام 1951م، في بيروت، وقد ضمت جورج حبش ووديع حداد والدكتور أحمد الخصيب من الكويت وصالح شبل فلسطيني الأصل وحامد جبوري من العراق.
بعد نكبة عام 1948، كان المبدأ الأساسي للتنظيم يرتكز على الوحدة العربية وتحت شعار "وحدة، تحرر، ثأر" وبالإسناد على أفكار البروفيسور قسطنطين زريق الذي اعتبر الأب الروحي لحركة القوميين العرب. بناءً على ذلك، شمل النضال العسكري وعياً ثقافياً ومرتبطاً بالسعي إلى الوحدة العربية.
خلال مرحلة تأسيس وهيكلة حركة القومين العرب، فشل مشروع دمج الأعضاء مع حزب البعث السوري ولم يكن الخيار الأمثل، بالنسبة لجورج حبش ووديع حداد. وذلك متربط بالرؤية السياسية لحزب البعث، فلم تكن الأولوية لتحرير فلسطين ضمن أدبيات الحزب بالإضافة إلى انه يفتقر إلى فكرة العمل العسكري المسلح. أما بالنسبة للخيار الثاني، وهو الإنضمام إلى الحركة الشيوعية العالمية لكنها أيدت مشروع تقسيم فلسطين تبعاً للخط الذي اعتمدته موسكو التي أعترفت عام 1948 بدولة اسرائيل.
حركة القومين العرب والعمل السري في الأردن
واصل جورج حبش ووديع حداد عملهما النصف سري ونصف علني في مدينة في الأردن، اعتباراً من عام 1952، حيث عملا على تحقيق هدفيين أساسين: اقامة مدارس محو الأمية وتعليم القراءة والكتابة، وتوفير حد أدنى من العناية الصحية عبر افتتاح عيادة في وسط عمان، وقد خصصا يوماً في الأسبوع لتقديم العلاج المجاني للأشخاص الأكثر فقراً، وأيضاً عمل جورج حبش ووديع حداد على توزيع الأدوية بشكل مجاني على هؤلاء الأشخاص.
وفي الواقع أخذت العيادة بعداً سياسياً واعتبرت نقطة التقاء سياسية واجتماعية وتحريضية تستهدف الكادحين والعمال واللاجئين المهمشين لإقناعهم بفكرة الوحدة العربية، وقد ورد على لسان الدكتور جورج حبش: لكن هدفنا كان بالطبع تسيس تلك الكتل من اللاجئين عبر زرع خلايا لحركتنا داخل المخيمات الفلسطينية.
وقد لعب الدور السياسي بعد اغتيال الملك عبد الله في القدس، عام 1951 واستلام ابنه طلال الحكم في السلطة، وتمرير خطاب حرية الرأي والتعبير، أفسح المجال بإنشاء مجلة "الرأي" عام 1952 بترخيص رسمي. ساهمت المجلة التي كانت بادارة الدكتور أحمد طوالبة، في توعية الرأي العام الأردني حول القضية الفلسطينية.
وفي عام 1953 بدأ عمل المجلة، يشمل الشارع الاردني وأخذ طابع التحريض، حيث  خرجت مظاهرات لإسناد المغرب العربي وبالتحديد الجزائر ضد الإستعمار الفرنسي. وفي ذات العام، أصدر قرار بتعليق مجلة الرأي لمدة شهر بعد صدور دعاوي قضائية بحقها ثم منعت رسمياً  من الصدور، مما جعل جورج حبش ينقل مقر الجريدة إلى سوريا ورافقه نقل العمل السري.
المؤتمر الأول لحركة القومين العرب
عقد عام 1956 المؤتمر الأول لحركة القومين العرب بشكل سري في عمان بحضور الدكتور جورج حبش، وديع حداد، أحمد الخطيب، صالح شبل، حامد الجبوري، هاني الهندي، حكم دروزة، عدنان فراج، ثابت المهايني، مصطفى بيضون، محسن ابراهيم. تحت مسمى "الشباب القومي العربي" وجرى خلال الإجتماع تعين 14 عضواً شملت المكونات الاجتماعية والثقافية في الدول العربي.
أكد المؤتمر الأول على الكفاح المسلح وحق العودة للاجئين، وتزامن ذلك مع توسع حركة القومين العرب في الدول العربية مثل  لبنان والكويت والعراق والأردن وتبعها نشاط في مصر وتنامت الحركة لتصبح أكثر اتساعا وتشمل ليبيا واليمن وعدد صغير من دول الخليح.
إن نقطة الإنطلاق نحو الكفاح المسلح ضد اسرائيل، كانت بعد وصول جورج حبش وقيادة حركة القومين العرب إلى الأردن،  حيث أتاح موقع الأردن دوراً استراتيجياً بصفتها طريق العبور إلى فلسطين " الضفة الغربية"، وجرت العمليات المسلحة في مناطق محاذية للحدود الاردنية الفلسطينية وتطل على المدن المحتل. فيما وصفت تلك العمليات بالبسيطة وبعد عدة أشهر أصبحت أكثر صعوبة بسبب تمركز الجيش الاردني، مما دفع حركة القومين العرب العمل من داخل الأراضي الفلسطينية المحتلة.
كانت حركة القومين العرب تحصل على السلاح والذخيرة من السوق السوداء، عبر الأموال الخاصة بأعضاء الحركة، إذ شرعوا بأقتطاع اجزاء من رواتبهم للحركة نفسها، فيما وصف الدكتور جوروج حبش هذه الجزئية، قائلاً" كنا مخلصين بكل كياننا لقضيتنا" مضيفاً بأن الدكتور أحمد الخطيب الذي كان يعمل في الكويت يتقاضى 100 دينار كويتي شهرياً ويدفع منها 90 دينار للحركة.
وخلال عام 1965، أخذ النظام الأردني يشدد الخناق على القومين والشيوعين والبعثيين في الأردن وشرع بحملات اعتقال واستهداف لكوارد الحركات، وبعد عام تصاعد قمع النظام للمعارضين تحت مسمى "محاولة الإنقلاب والاطاحة بالملك حسين" وفي ذات العام شن النظام حملة اعتقال لإعضاء من حركة القومين العرب مثل ويع حداد وحمدي مطر وصبحي غوشة وأمين الخطيب ونزار جردانة وغيرهم. ضعفت حركة القومين العرب في الاردن ولكن ظلت فاعلة في بلدان عربية أخرى مثل الكويت ولبنان.
حركة القومين العرب والجبهة الشعبية لتحرير فلسطين
انبثقت عن حركة القومين العرب بعد نكسة حزيران عام 1967، الجبهة الشعبية لتحرير فلسطين